# 摯峻
摯峻（？年—？年），字伯陵，京兆長安縣（今陝西省西安市）人，在岍山隱居。

## 生平
摯峻是司馬遷的好友，摯峻修德隱居，司馬遷致書摯峻勸他出仕。司馬遷認為君子所看重的最上等的是崇高的品德，再來是立言，最後是立功（三不朽）。認為摯峻才能出眾，志向高遠。以善處世，品德良好。不因小節牽連自己名聲，難能可貴，但還不是最高的境界，司馬遷希望摯峻不要隱居不出仕。摯峻回信推卻。摯峻後來在岍山去世，號曰岍居士，岍山的百姓為他立祠紀念。

## 外部連結
- 中國哲學書電子化計劃《陝西通志》 （页面存档备份，存于）